# Karl-Eduard von Kospoth
Karl-Eduard von Kospoth (* 20. Oktober 1934 in Breslau) ist ein deutscher Brigadegeneral außer Dienst der Luftwaffe der Bundeswehr.

## Leben
Von Kospoth war bis Ende 1986 Referatsleiter im Führungsstab der Luftwaffe im Bundesministerium der Verteidigung in Bonn. Am 1. Dezember 1986 wurde er zum Brigadegeneral ernannt. Anschließend war er von Januar 1987 bis März 1993 Generalmanager der NATO Airborne Early Warning and Control Programme Management Organisation in Brunssum in den Niederlanden. Sein Nachfolger wurde Friedrich-Wilhelm Lübbe. Mit Ablauf des März 1993 wurde von Kospoth er in den Ruhestand versetzt.
Er gehört der Familie Kospoth an.

## Auszeichnungen
- Legion of Merit (1993)